# 옥동차량사업소
옥동차량사업소는 광주광역시 광산구 옥동에 위치한 광주 도시철도 1호선의 차량기지이다. 심야에 5편성이 주박한다. 